# Father Noah's Ark
Father Noah's Ark (bra: Arca de Noé) é um curta-metragem de animação lançado em 1933, como parte da série Silly Symphonies. É baseado na história bíblica da Arca de Noé, foi dirigido por Wilfred Jackson e produzido por Walt Disney.